# RER D
RER D – jest jedną z pięciu linii RER obsługujących Paryż. Łączy Orry-la-Ville i Creil na północy, z Melun, Corbeil-Essonnes i Malesherbes na południu, przejeżdżając przez centrum Paryża.
Otwierana stopniowo z 1987 do 1996 roku, jest najdłuższą linią RER i najbardziej ruchliwą linią SNCF we Francji, przewożąca 615 tysięcy pasażerów przez 466 pociągów każdego dnia roboczego. Prawie cała linia leży w regionie Île-de-France, czyli w jurysdykcji Île-de-France mobilites (STIF), lecz kilka z odgałęzień na północnym i południowym krańcu leży poza nim. Przez dużą liczbę wypadków, problemy społeczne i słaby wskaźnik punktualności, linia ta jest nazywana kolokwialnie „RER poubelle” (śmieciowe RER).
Linia D łączy również Gare du Nord z Gare de Lyon, przez Châtelet – Les-Halles. Północna część Gare du Nord została otwarta w późnych latach 80.; tunel łączący tę linię z południową siecią SNCF, która została przekazana RER, został otwarty w 1995 roku.

## Chronologia
- 27 września 1987: Otwarcie Linii D od Villiers-le-Bel – Gare du Nord – Châtelet-Les Halles, 19 km, z wykorzystaniem tunelu RER B(Châtelet – Les Halles).
- 1988: Wydłużenie na północ do Goussainville.
- Wrzesień 1990: Wydłużenie na północ do Orry-la-Ville.
- Wrzesień 1995: Otwarcie „interconnexion Sud-Est”. Linia została wydłużona do Melun i La Ferte-Alais, a w następnym roku do Malesherbes, na południu Paryża.
- 25 stycznia 1998: Otwarcie nowej stacji Gare du Stade de France – Saint-Denis, zlokalizowanej pomiędzy Gare du Nord i St-Denis
- 29 stycznia 2007: Rozpoczęcie wykorzystywania pierwszego odnowionego Z 20500.
- 19 marca 2008: Rozpoczęcie programu „D Maintenant” przez Guillaume Pepy, prezesa SNCF.
- 14 grudnia 2008: Zredukowano obsługę „Interconnexion Nord-Sud” do 8 pociągów na godzinę.
- Późny 2009: Koniec programu „D Maintenant”
- 7 grudnia 2011: Rozpoczęcie planowania rozbudowania tunelu Châtelet-Gare du Nord.
- 15 grudnia 2013: Otwarcie nowej stacji, Créteil-Pompadour.

## Historia

### Koncepcja
Początkowo, „métro régional”, protoplasta RER, zawierał trzy linie. Jedna prowadząca ze wschodu na zachód (przyszłe RER A), druga, nowa linia stworzona z istniejących linii (przyszłe RER C), przedłużenie Ligne de Sceaux i jej łącznie z linią SNCF, wraz z uzupełniającą linią północ-południe (przyszłe RER D). Operacja modernizacji „Les Halles” dała możliwość zbudowania tunelu Chatelet-Les Halles z wykorzystaniem metody Mediolańskiej (podstropowej), w celu zmniejszenia kosztów.

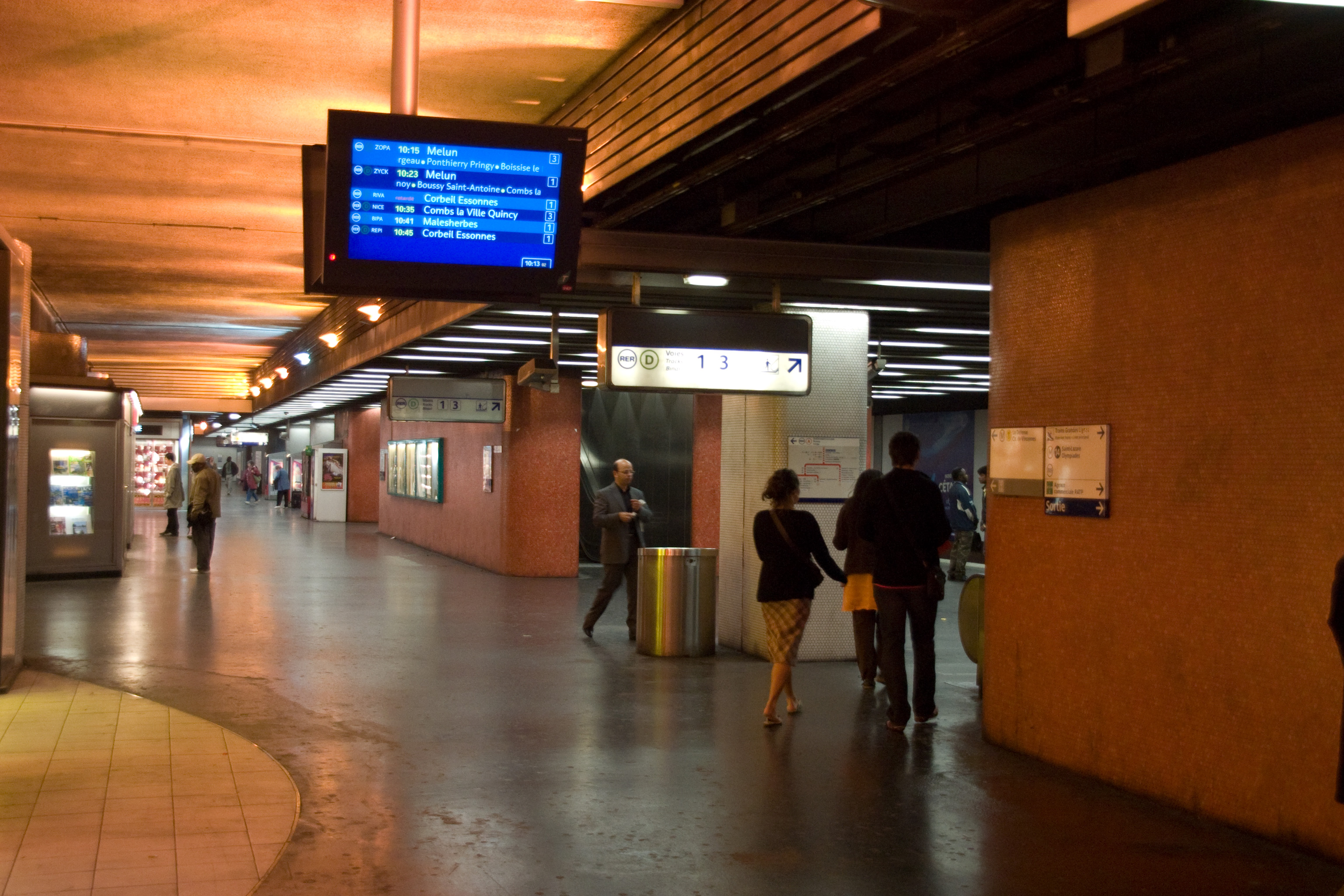
Stacja metra Gare de Lyon w czerwcu 2008 roku

Początkowo, nowe RER D miało dzielić się z RER A pomiędzy Paryż-Gare de Lyon i Chatelet-Les-Halles. Ale, RATP, firma, która zarządza RER A, protestowała przeciwko takiej operacji, ponieważ liczba pasażerów korzystających ze stacji RER A ciągle rośnie i wymaga uruchomienia dodatkowych pociągów obsługujących RER A. Zdecydowano, że każda z linii musi mieć własne perony. Na Gare de Lyon RER A miało swoje perony na niższym poziome podziemnej stacji, a przyszłe RER D na wyższym. Sieć RER D na stacji Gare de Lyon ma cztery tory, i przebiega nad RER A. Na tym przystanku działa ang. cross-platform interchange.

### Inauguracja
27 września 1987 roku, RER D zostało oficjalnie stworzone, przez przedłużenie istniejących pociągów podmiejskich z Villiers-le-Bel do Gare du Nord w kierunku Chatelet-Les Halles. Początkowo 19 km odcinek, był obsługiwany przez pociągi Z 8800, dopóki nowsze Z 20500 nie zostały wyprodukowane. Na stacji Chatelet-Les Halles RER D kończyło bieg na trzech centralnych torach, zbudowanych wcześniej zgodnie z koncepcją stacji.
Od 1988, istniejące podmiejskie pociągi kończące bieg w Goussainville były zintegrowane z RER D. W tym samym roku dostarczono pierwsze Z 20500. Były one złożone z 4 wagonów, do czasu inauguracji połączenia północ-południe w 1995. Od tamtego czasu kursują pociągi złożone z 5 wagonów (były łączone w pary, aby tworzyć składy 10 wagonowe).
We wrześniu 1990 roku, trasa RER D została wydłużona do Orry-la-Ville. W tym samym czasie ograniczono obsługę pociągów tylko do maszynisty.

### Otwarcie tunelu centralnego
11 września 1995 roku, połączenie północ-południe linii RER D zostało otwarte dzięki oddaniu do użytku 2,5-kilometrowego tunelu pomiędzy Chatelet-Les Halles i Paris-Gare de Lyon.
W 1996, trasa RER D została wydłużona na południe, z La Ferte-Alais do Malesherbes. 15 stycznia 1998 z okazji Mistrzostw Świata w Piłce Nożnej 1998 otwarto stację obsługującą Stade de France, Stade de France – Saint-Denis.
Przez dużą liczbę wypadków, ze społecznego i obsługowego punktu widzenia, RER D zyskało określenie „RER poubelle” (fr. „śmieciowy RER”), które często używane jest przez pasażerów, a nawet obsługę. Utrudnienia występują często, a niepunktualność jest najwyższa w całej sieci Transilien, wynosząca od 9,9% do 14,1% w latach 1994–1995.

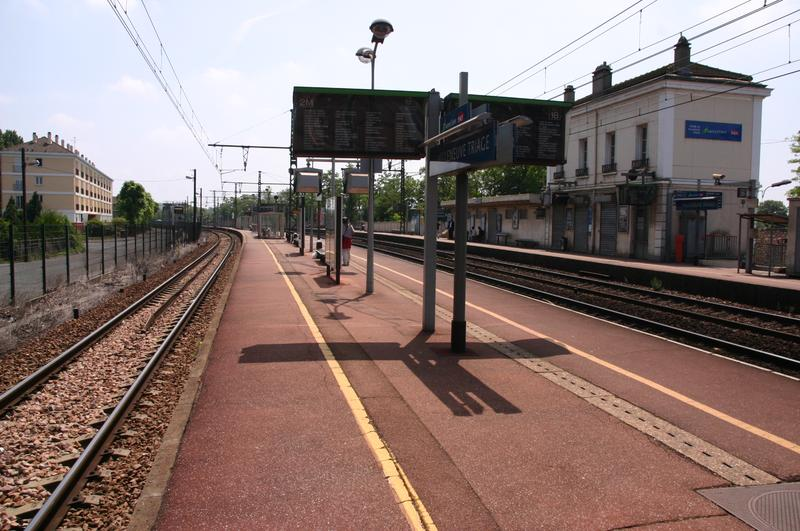
Villeneuve – Triage, w czerwcu 2007. Po lewej tor 2M w kierunku Paryż, po prawej tor 1B w kierunku Villeneuve-Saint-Georges, a obok, tor 2B również w kierunku Paryża

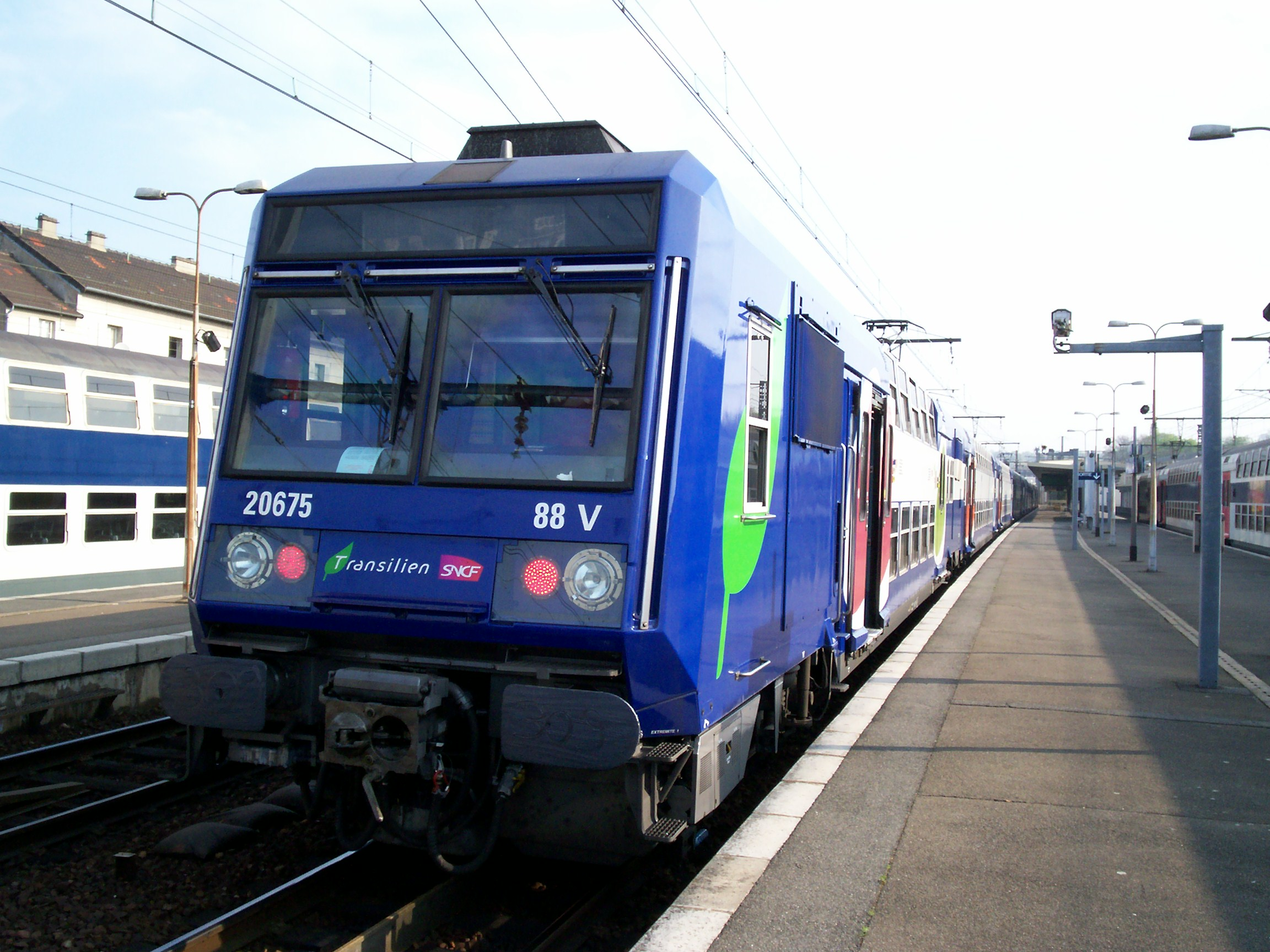
Z 20500 na stacji Corbeil-Essonnes, w kwietniu 2007

### Ulepszenia
22 listopada 2006, STIF zatwierdziło plan ogólny dla RER D, uwzględniający krótko-, średnio- i długoterminowe cele, mające zwiększyć niezawodność linii.
29 stycznia 2007 został zaprezentowany nowy Z 20500, pierwszy z 137 odrestaurowanych pociągów. Pociągi mają nowe niebieskie malowanie, układ siedzeń 2+3, nowe oświetlenie i nowe pokrycia podłóg. Program renowacji kosztował ponad 100 mln €.

### Opóźnienia

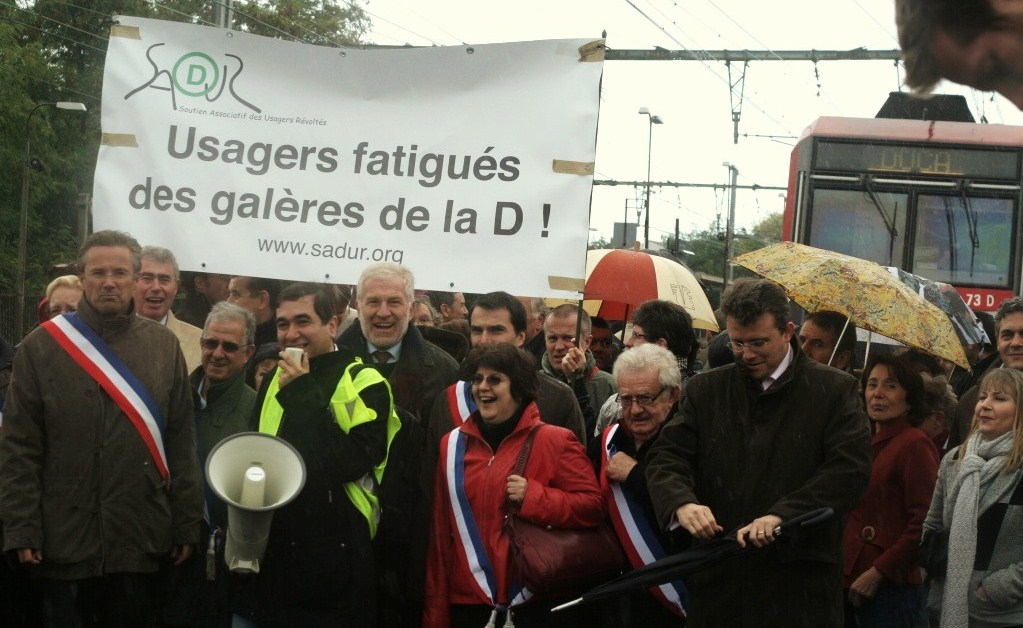
Protestujący w Yerres, 17 października 2009

RER D jest często uważane za najbardziej niepunktualną linię w sieci RER. Niepunktualność bierze się z faktu, iż tunel pomiędzy stacją Chatelet – Les Halles i stacją Gare du Nord jest współdzielony z linią RER B. Nawet małe, kilkusekundowe spóźnienie na jednej z linii może spowodować dalsze opóźnienia i odwołania pociągów. Powoduje to, że osoby regularnie dojeżdżające linią RER D, są przyzwyczajone do odwołanych lub opóźnionych pociągów każdego dnia.

## Incydenty
20 września 2003 r. miał miejsce incydent niedaleko stacji Villeneuve-Triage. Pociąg poruszający się w kierunku południowym zatrzymał się o 18:50 na centralnym torze niedaleko stacji z powodu awarii. Pasażerowie na pokładzie zostali poproszeni o wyjście z pociągu lewymi drzwiami, jako iż na torze 2M wstrzymano ruch. Jednakże część drzwi otworzyła się po prawej stronie pociągu. Część pasażerów, ignorując polecenia maszynisty wysiadła po prawej stronie pociągu na tor, którym zbliżał się pociąg w kierunku północnym, z prędkością około 110 km/h.
Maszynista miał czas, aby uruchomić awaryjne hamowanie i zwolnić pociągiem do około 70 km/h. Część pasażerów została w zatrzymanym pociągu, reszta schowała się w rowie. Nikt nie został ranny. Bliski przejazd został nagrany przez pasażera telefonem komórkowym. Nagranie to było transmitowane całą noc i wzbudziło wiele kontrowersji.
9 lipca 2004, rzekomy antysemicki atak sprowokował publiczną i polityczną reakcję, wraz z natychmiastową deklaracją od Ministra Spraw Wewnętrznych Francji, Dominique de Villepin oraz Prezydenta Francji Jacques’a Chiraca. Jakkolwiek, zarzuty w toku śledztwa okazały się fałszywe, ponieważ osoba odpowiedzialna za atak cierpiała z powodu pseudologii. Wydarzenie to sprowokowało kontrowersje w związku z podejściem mediów do informacji.